# Miss Barbe-Bleue
Pour plus de détails, voir Fiche technique et Distribution.
Miss Barbe-Bleue (Miss Bluebeard) est un film américain réalisé par Frank Tuttle, sorti en 1925.

## Fiche technique
- Titre original : Miss Bluebeard
- Titre français : Miss Barbe-Bleue
- Réalisation : Frank Tuttle
- Scénario : Townsend Martin et Gábor Drégely d'après la pièce Little Miss Bluebeard d'Avery Hopwood
- Photographie : J. Roy Hunt
- Société de production : Paramount Pictures
- Pays de production : États-Unis
- Format : Noir et blanc - 1,33:1 - Film muet
- Genre : comédie
- Durée : 62 minutes
- Date de sortie : 1925

## Distribution
- Bebe Daniels : Colette Girard
- Robert Frazer : Larry Charters
- Kenneth MacKenna : Bob Hawley
- Raymond Griffith : Bertie Bird
- Martha O'Dwyer : Lulu
- Diana Kane (en) : Gloria Harding
- Lawrence D'Orsay (en) : Colonel Harding
- Florence Billings (en) : Eva
- Ivan F. Simpson : Bounds